# LaMarr Greer
LaMarr Greer, né le 16 mai 1976, à Voorhees, au New Jersey, est un ancien joueur américain de basket-ball. Il évolue aux postes d'arrière et d'ailier.

## Palmarès
- McDonald's All-American 1994
- Champion USBL 1998, 1999
- USBL All-Defensive Team 2000
- Champion d'Ukraine 2005
- FIBA Europe League 2004